# Leśne Odpadki
Leśne Odpadki – wieś w Polsce położona w województwie łódzkim, w powiecie łódzkim wschodnim, w gminie Brójce.
Wieś jednorzędowa. We wsi znajduje się pomnik przyrody: lipa drobnolistna o obwodzie pnia 420 cm oraz głaz narzutowy o wysokości 100 cm i obwodzie 487 cm.
W latach 1975–1998 miejscowość administracyjnie należała do ówczesnego województwa łódzkiego.
Zobacz też: Leśne Chałupy